# Skogscentralen
Skogscentralen är en finländsk organisation inom statsförvaltningen och lyder under Jord- och skogsbruksministeriet. Skogscentralens uppgift är att främja hållbart skogsbruk och skogsnäringarna och att ge skogsägare råd i skogs- och naturvård och användning av skog. Skogscentralen samlar också in information om privatskogarna i Finland och övervakar att skogslagstiftningen följs. 
Forstmästaren Ari Eini är direktör för Skogscentralen sedan år 2012. 

## Skogsdata
Privata skogsägare i Finland kan rätt så fritt bestämma själva hur de använder sin skog. Användningen av skog regleras i skogslagen. 
Skogscentralen producerar uppdaterad information om Finlands skogar som skogsägarna kan använda som stöd när de fattar beslut om sin skog. Skogscentralens skogsdatabas är den mest omfattande i världen i sitt slag. Den innehåller i dag skogsdata på figurnivå för 13,5 miljoner hektar och täcker 95 procent av privatskogsarealen i Finland. En ny inventeringscykel inleddes våren 2020, och i och med den ökar mängden skog som inventeras. 
Skogsdatabasen innehåller bland annat uppgifter om skogens ståndorter och bestånd, särskilt viktiga livsmiljöer och användning av skogen. 
Skogsdata om skogens kvalitet och virkesmängd kan delvis vara bristfälliga eftersom de bygger på fjärranalysuppgifter som samlats in genom laserskanning eller på äldre skogsplaneringsinformation som samlats in i terrängen och senare uppdaterats. Därför bör skogsägaren alltid kontrollera uppgifterna om sin skog också på platsen. 
Skogsägarna har tillgång till skogsdata för sina egna skogsfastigheter i den avgiftsfria tjänsten MinSkog.fi. 

## Tjänsten MinSkog.fi
Skogscentralens viktigaste ärendetjänst för skogsägare är tjänsten MinSkog.fi. Där har skogsägaren tillgång till kartor, flygfoton och information om eventuella naturobjekt på sin egen skogsfastighet. Tjänsten ger också aktuella skogsskötsel- och avverkningsförslag. 
I MinSkog.fi kan skogsägare också ansöka om stöd för skogsskötsel och göra olika anmälningar gällande sin användning av skogen. 
I e-tjänsten kan skogsägare också hitta virkesköpare och tjänsteproducenter som utför skogsarbeten i det egna området. Där kan skogsägare välja tjänsteproducenter som de delar sina skogsdata med och kontakta dem. 
Aktörer i skogsbranschen ser i tjänsten skogsdata och kontaktuppgifter till de skogsägare som har gett aktören tillstånd att se informationen. 
Användningen av tjänsten är avgiftsfri för både skogsägare och aktörer i branschen. Tjänsten kan användas både på finska och på svenska. 

## Öppen skoglig information
Merparten av informationen som Skogscentralen samlat in finns öppet tillgänglig i digital form med stöd av skogsdatalagen (lagen om Finlands skogscentrals system för skoglig information).
Den öppna skogliga informationen finns att få i tre former: som karttjänster, som filpaket med geodatamaterial och som gränssnitt. 
Den öppna skogliga informationen på webbplatsen Skogscentralen.fi innehåller inte skogsägarnas person- eller kontaktuppgifter. Om de som använder den öppna skogliga informationen kopplar ihop den med ägarinformation måste de se till att skyldigheterna gällande skyddet av personuppgifter följs. 
Det går också att leverera skoglig information till Skogscentralen för att uppdatera eller komplettera informationen. 

## Stöd
Skogscentralen finansierar privata skogsägares skogs- och naturvårdsarbeten genom statliga stöd. Finansieringen grundar sig på lagstadgade stödformer. 
Skogscentralen stöder också skydd av skogar via Metso-programmet genom att bevilja skogsbrukets miljöstöd och finansiera naturvårdsprojekt. Permanent skydd av skog sköts av NTM-centralerna.  

## Laglighetsövervakning
En av Finlands skogscentrals uppgifter är att övervaka att skogslagstiftningen följs. Skogscentralen granskar verkställandet av skogs- och naturvårdsarbeten, skogsproffsens arbetsresultat i skogen och att offentliga stöd används lagenligt. Arbetet grundar sig bland annat på  skogslagen, lagar om finansiering av skogsbruk och skogsskadelagen. 

## Skogscentralens övriga tjänster
Skogscentralen leder årligen tiotals projekt med extern finansiering, där man utvecklar näringsverksamhet och nya tjänster till gagn för skogs- och virkesbranschen, skogsägarna och hela det finska samhället. Skogscentralen betjänar också organisationer i skogs- och virkesbranschen med rådgivning i frågor kring skogsnäringarna. 
Dessutom ordnar Skogscentralen kurser för skogsproffs och skogsägare om bland annat skogsvård, naturhänsyn och skogslagstiftning. 

## Skogslagens och Finlands skogscentrals historia
År 1917 grundas Skogsvårdsnämnder i länen för att övervaka att skogslagen från 1886 efterföljs. 1968 blir Skogsvårdsnämnderna  distriktsskogsnämnder som 1986 slås ihop med centralskogsnämndernas skogsförbättringsdistrikt till skogsnämnder. 1996 blir skogsnämnderna  landskapens skogscentraler. De tretton självständiga skogscentralernas blir 2015 fem serviceområden verksamhetsområden täcker hela landet.
År 2012 träder Lagen om Finlands skogscentral och den nya lagen om systemet för skoglig information i kraft. I och med dessa lagar grundas Finlands skogscentral, som är en rikstäckande organisation. Skogsbruksplanerings- och skogsförbättringsuppgifterna flyttas över till en separat affärsenhet, som blir Otso skogstjänster. Finlands skogscentrals huvudkontor inrättas i Lahtis.